# Rudolf Spielmann
Rudolf Spielmann (* 5. Mai 1883 in Wien, Österreich-Ungarn; † 20. August 1942 in Stockholm) war ein österreichischer Schachspieler.

## Laufbahn

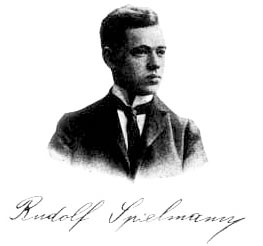
Etwa 1903

Im Alter von vier bis fünf Jahren erlernte Spielmann das Schachspiel von seinem Vater.
Rudolf Spielmann nahm an ungefähr 120 Turnieren teil, von denen er 33 gewann. Zu seinen Erfolgen zählen ein dritter Platz beim 16. DSB-Kongress in Düsseldorf, ein 3./4. Platz in Sankt Petersburg 1909, Stockholm 1909, 4. Platz in Hamburg 1910, 2. Platz in Bad Pistyan 1912, 1. Platz in Baden 1914, 2./3. Platz in Mannheim 1914, 1. Platz in Stockholm 1919, 2./3. Platz in Bad Pistyan 1922, 1./2. Platz in Teplitz-Schönau 1922, Wien 1926 und Karlsbad 1929.
Im Jahre 1927 gewann Spielmann vor Efim Bogoljubow das im Rahmen des Kongresses des Deutschen Schachbundes in Magdeburg ausgetragene Meisterturnier. Sein größter Erfolg war der Turniersieg auf dem Semmering 1926. Spielmann gewann vor Alexander Aljechin, Milan Vidmar, Aaron Nimzowitsch und Savielly Tartakower. Aufgrund seines risikofreudigen Spiels landete er manchmal auch am unteren Ende der Turniertabelle, obwohl er nach dem Ersten Weltkrieg versuchte, positionell solider zu spielen. In den 1930er Jahren nahmen Spielmanns Turnierleistungen langsam ab. Spielmann nahm mit Österreich an den Schacholympiaden 1931 und 1935 (jeweils am zweiten Brett hinter Ernst Grünfeld) teil.
Er war der einzige Spieler, der eine nicht-negative Bilanz gegen José Raúl Capablanca bei mehr als einem Sieg aufweisen konnte – je zwei Siege und Niederlagen bei acht Remis (auch Aljechin hatte eine negative Bilanz gegen Capablanca). Spielmann erzielte seine Siege in Bad Kissingen 1928 und Karlsbad 1929, kurz nachdem Capablanca die Weltmeisterschaft verloren hatte.
Neben anderen Weltklassespielern wirkte Spielmann 1925 als Statist in der russischen Stummfilmhumoreske Schachfieber mit.

## Spielstil
Spielmann war bekannt für seine taktischen Fähigkeiten und sein brillantes Angriffs- und Kombinationsspiel, man nannte ihn auch nach seinem 1. Platz im Königsgambit-Thematurnier in Abbazia 1912 „den letzten Ritter des Königsgambits“. Er hatte eine Vorliebe für Opfer und ist darin dem späteren Weltmeister Michail Tal vergleichbar. 1935 erschien sein bekanntestes Buch Richtig opfern!. Darin versuchte er, die verschiedenen Opferarten im Schach zu klassifizieren. Dieses Buch wurde vielfach übersetzt, u. a. ins Englische (The art of sacrifice), Französische, Spanische und Schwedische.

## Leben
Rudolf Spielmann war das zweite von sechs Kindern des in den 1870er Jahren von Nikolsburg nach Wien immigrierten Juden Moriz Spielmann und Cäcilie Nestädtl. Rudolf Spielmanns Eltern setzten sich für die Entfaltung des künstlerischen Talents ihrer Kinder ein. So war Spielmanns älterer Bruder Leopold musikalisch begabt, während seine drei Schwestern Melanie, Irma und Jenny als Schauspielerinnen auftraten. Früh starben der jüngste Bruder Edgar 1917 durch Suizid, da er den Tod der Mutter nicht verwinden konnte, sowie Melanie 1927 42-jährig nach schwerer Krankheit.
Spielmann beendete die Schule erfolgreich, verweigerte jedoch ein Mathematikstudium, da er Profischachspieler werden wollte, wobei er erstmals 1909 in Sankt Petersburg auffiel (siehe oben). Die Karriere Spielmanns wurde durch den Ersten Weltkrieg unterbrochen, in dem er als Soldat der k.u.k. Armee dienen musste. Zum 1. Februar 1935 gab er seinen Wiener Wohnsitz auf und hielt sich zeitweise in den Niederlanden auf, wo seine beiden Schwestern lebten.
Nach dem „Anschluss Österreichs“ 1938 konnte Spielmann als Jude nicht in sein Heimatland zurückkehren; sein Pass war infolge des „Anschlusses“ ungültig geworden. Er flüchtete sich nach Prag, wohin die Familie seines Bruders Leopold aus Deutschland geflohen war, und kam „in einer schäbigen [...] Pension“ unter. Nach einem Appell an Ludvig Collijn, den Präsidenten des schwedischen Schachverbandes, am 10. Dezember 1938 konnte Spielmann im Januar 1939 noch vor dem Einmarsch der Wehrmacht in die Tschechoslowakei nach Schweden fliehen.
Einige Verwandte Spielmanns wurden jedoch Opfer der Shoa. So wurde Bruder Leopold von der SS festgenommen und in den Konzentrationslagern Flossenbürg und Theresienstadt zwei Jahre lang festgehalten, wo er 1941 starb. Leopolds minderjährigen Töchtern Lilly und Ilse glückte dagegen 1939 die Flucht nach England. Auch die Schwestern Irma und Jenny wurden verhaftet. Irma wurde im Konzentrationslager ermordet, während Jenny das Lager überlebte, aber mit den nach ihrer Befreiung bestehenden Depressionen nicht zurechtkam und 1964 Suizid beging.
Collijn starb kurze Zeit nach Spielmanns Ankunft in Schweden und Spielmann versuchte durch die Veröffentlichung seiner Autobiografie, die bis heute verschwunden ist, Geld für die Reise nach England oder Amerika aufzutreiben. Spielmanns Nachlass, der möglicherweise in die Vereinigten Staaten verkauft wurde, gilt als verschollen und die Auftraggeber der Autobiografie sind unbekannt.
Es gibt zwei verschiedene Versionen, wie Spielmann ums Leben kam. Einer Version zufolge, die von Spielmanns nächsten Verwandten erzählt wurde, soll sich Spielmann in sein Zimmer eingeschlossen haben, aus dem er dann nicht mehr herauskam und in dem er schließlich verhungert aufgefunden wurde. Eine andere Version berichtet von einer Parkinson-Krankheit, der Spielmann zum Opfer fiel. Offiziell starb er an Hypertonie und Kardiosklerose.
Am 10. Juli 2011 wurde in Wien-Leopoldstadt (2. Bezirk) der Rudolf-Spielmann-Platz nach ihm benannt.

## Werke
- Rudolf Spielmann: Carl Schlechter. Stockholm 1924.
- Rudolf Spielmann: Ein Rundflug durch die Schachwelt. Walter de Gruyter, Berlin 1929 (= Veits kleine Schachbücherei, Bd. 13).
- Rudolf Spielmann: Richtig Opfern! Voraussetzungen, Ziel und Durchführung des Opfers im Schachspiel. Joachim Beyer Verlag, Eltmann 2013, ISBN 978-3-940417-41-1.